# Murtala Mohammed
El general Murtala Ramat Muhammed (8 de novembre de 1938 – 13 de febrer de 1976) fou el Cap del Govern Militar Federal de Nigèria de 1975 fins al seu assassinat el 1976.

## Primers anys
Murtala Muhammed va néixer amb el nom de Murtala Rufai Muhammed (va canviar el seu nom de Rufai a Ramat quan esdevingué Cap d'estat) a Kano el 8 de novembre de 1938 al clan Gynawa dels fulanis; va assistir a la Barewa College Zaria on va coincidir amb militars com Muhammed Shuwa. Muhammed es va unir l'Exèrcit nigerià el 1958 i es va matricular als Oficials Regulars de l'Escola de Formació Especial a Teshie, Ghana on un dels seus instructors en la tàctica militar i la llei militar fou Emeka Ojukwu, llavors un oficial militar nigerià destinat a l'Escola de Formació d'Oficials. Muhammed va rebre la seva formació d'oficial a l'Acadèmia Militar Reial de Sandhurst, Regne Unit, com un militar regular i va realitzar subsegüents cursos en senyals. Va ser nomenat subtinent el 1961 i enviat al Congo on va servir amb les Forces de Pau de les Nacions Unides. Al seu retorn del Congo el 1962 va ser nomenat ajuda de camp de l'Administrador de la Regió Occidental, Moses Majekodunmi.

## El seu paper en els cops dels anys 1960
Muhammed es va oposar el règim de Johnson Aguiyi-Ironsi que va agafar el poder després d'un cop d'etat portat a terme el15 de gener de 1966. Aguiyi-Ironsi, com a Comandant en Cap de l'Exèrcit nigerià, va retornar la normalitat empresonant als colpistes i forçant al gabinet federal civil a entregar a l'exèrcit les regnes del poder. Tanmateix molta gent del nord van veure això i els dubtes d'Ironsi en perseguir al dirigents del cop i el fet que l'exèrcit suposadament donava privilegis excepcionals al colpistes, com una indicació del suport d'Ironsi als assassinats perpetrats pels colpistes. Consegüentment, funcionaris i polítics del nord van fer pressió sobre els oficials originaris del nord com Muhammed per venjar el cop. En la nit del 29 de juliol de 1966, soldats del nord estacionats a Abeokuta es van amotinar, i van precipitar un contra cop que encara estava en la fase de planificació. El contra cop va acabar portant al poder al tinent coronel Yakubu Gowon, un nordista però cristià i d'una minoria ètnica, designat també com Comandant Suprem de les Forces armades nigerianes, malgrat la intransigència de Muhammed que volia les funcions de Comandant Suprem per a ell mateix. Tanmateix, mentre Gowon era militarment de major antiguitat, i trobant una manca de suport dels consellers britànics i americans, va acabar acceptant-lo. Gowon el va premiar confirmant el seu rang (havia estat actuant com a tinent Coronel fins llavors, però no havia arribat a aquesta graduació) i el va designar Inspector de Senyals.

## Guerra civil nigeriana i paper en la massacre d'Asaba
Durant la Guerra Civil nigeriana, Muhammed fou Oficial General amb Comandament (GOC) de la 2a Divisió de l'Exèrcit nigerià. Aquesta divisió era responsable de la llegendària expulsió de l'exèrcit de Biafra de la regió Mid-Western, així com travessar el Níger de Riu i enllaçant amb la 1a Divisió, que marxava cap a Nsukka i Enugu. El subtinent Ishola Williams, un oficial que servia sota el llavors Coronel Muhammed va al·legar que Muhammed va ordenar l'execució sumaria dels presoners de guerra biafrenys. Els professors Bird i Ottanelli en un estudi titulat "The History and Legacy of the Asaba, Nigeria, Massacres" documenten l'assassinat en massa de civils (sovint referida com la massacre d'Asaba) per tropes de la 2a Divisió sota el coronel Murtala Muhammed.
L'encontre de Muhammed amb el desastre durant la guerra va passar poc després, mentre va intentar per travessar el Níger cap a Biafra. Malgrat la recomanació del seu superiors del quarter general de l'Exèrcit a Lagos que esperés la reconstrucció del pont, el qual hi havia estat volat pels biafrenys en retirada, va insistir a travessar el riu. Dues vegades va ser rebutjat, però es va mantenir ferm i finalment va passar en el seu tercer intent. Poc després d'això, Muhammed fart de les reprimendes del Quarter General, va decidir deixar temporalment el seu comandament per unes vacances en el Regne Unit, però no abans d'amenaçar de dimitir dels seus càrrecs. Els seus fets militars històrics durant la guerra li van guanyar aclamació nacional i respecte fins i tot del seu adversaris.

## Cap d'estat
Damunt 30 de juliol de 1975, Brigadier (General més tardà) Muhammed va ser nomenat cap d'estat, quan l'exèrcit va enderrocar al General Gowon mentre a una cimera de l' Organització d'Unitat africana (OAU) a Kampala, Uganda. Els brigadiers Obasanjo (més tard Tinent General) i Danjuma (més tardà Tinent General) van ser nomenats Cap d'Estat Major i del Quater General i Cap de l'Estat Major de l'Exèrcit respectivament. En el cop d'estat que el va portar al poder va introduir les frases "Companys Nigerians" i "amb efecte immediat" al lèxic nacional. En poca estona, les polítiques de Murtala Muhammed li van guanyar ample suport popular, i el van elevar a l'estatus d'un heroi de llegenda.
Un dels seus primers actes fou revisar el cens de 1973 el qual era esbiaixat a favor del del nord, i retornar al recompte de 1963 per propòsits oficials. Murtala Muhammad va treure oficials superiors i estatals dels seus càrrecs per trencar llaços amb el règim de Gowon i per restaurar la confiança pública en el govern federal. Més de 10.000 funcionaris públics i empleats van ser despatxats sense beneficis, per edat, salut, incompetència, o males pràctiques. La purga va afectar el servei civil, judicial, policia i forces armades, servei diplomàtic, empreses públiques, i universitats. Alguns oficials van ser portats a judici amb càrrecs de corrupció. També va començar la desmobilització de 100.000 soldats sobrants de les forces armades.
Dotze dels 25 ministeris en el nou Consell Executiu Federal van anar a civils, però el gabinet estava supeditat al Consell Militar Suprem executiu. Muhammad va imposar l'autoritat del govern federal en àrees anteriorment reservades als estats, restringint les competències exercitades pels governs estatals i dels seus governadors per determinar i executar política. Els nous governadors militars nomenats pels estats no van obtenir llocs al Consell Militar Suprem, però en comptes d'això s'esperava que administrarien les polítiques federals imposades per Muhammed a través del consell militar. El govern federal va agafar el control dels dos diaris més grans del país, va fer de la televisió un monopoli federal, i va posar les universitats estatals sota control federal.
Murtala Muhammad va iniciar una revisió amplia del Tercer Pla de Desenvolupament Nacional. Declarant la inflació com el perill més gran a l'economia, va estar determinat a reduir el subministrament de diners que havia estat abocat per despeses de govern en obres públiques. Muhammad també va anunciar que el seu govern animaria l'expansió ràpida del sector privat a àrees dominades per empreses públiques. Va reorientar la política estrangera, accentuant un "Nigèria primer" posant-se en línia amb les directrius de preu de l'OPEC que eren en desavantatge d'altres països africans. Nigèria esdevenia "neutral" més que "no alineada" en afers internacionals. El canvi d'orientació esdevenia aparent amb respecte a Angola. Nigèria havia treballat amb l'OAU per una reconciliació negociada entre les faccions combatent en l'antiga colònia portuguesa, però a finals de 1975 Murtala Muhammad va anunciar el suport de Nigèria al prosoviètic Moviment Popular d'Alliberament d'Angola, citant la intervenció armada de Sud-àfrica al costat de la Unió Nacional per la Independència Total d'Angola (UNITA). El realineament va tensar les relacions amb els Estats Units, el qual demanava la retirada de tropes cubanes i assessors soviètics d'Angola. L'octubre la Força Aèria Nigeriana va rebre un lliurament d'avions soviètics que havien estat comprats sota Gowon.

## Assassination

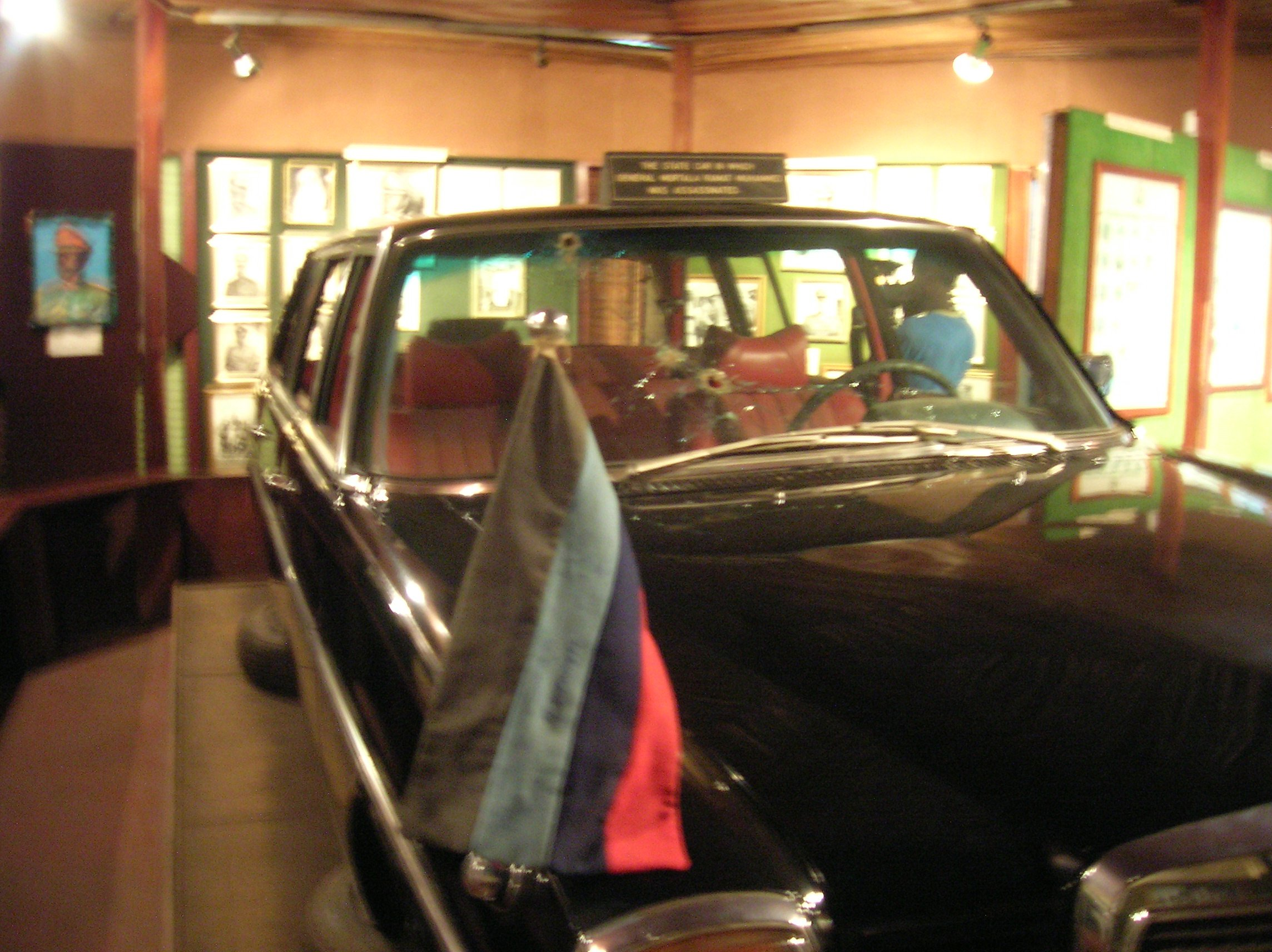
Cotxe en el qual Murtala Muhammed fou assassinat.

Murtala Muhammed va ser assassinat quan tenia 37 anys, juntament amb el seu Ajudant de Camp (ADC), Tinent Akintunde Akinsehinwa en el seu Mercedes Benz negre el 13 de febrer de 1976 en un intent de cop fracassat dirigit pel tinent coronel Buka Suka Dimka; el seu cotxe fou emboscat en ruta a la seva oficina a la caserna de Dodan a Lagos. L'únic signe visible de protecció era un pistola que portava el seu ajudant, el que feia el seu assassinat una tasca fàcil. Va ser succeït pel Cap Estat Major i del Quarter General, Olusegun Obasanjo, qui va completar el seu pla d'una transferència ordenada al govern civil entregant el poder a Shehu Shagari l'1 d'octubre de 1979. Avui, el seu retrat adorna el billet de 20 Naira i l'aeroport internacional de Lagos Murtala Muhammed és anomenat en el seu honor.